# Branson West
Branson West é uma cidade localizada no estado americano de Missouri, no Condado de Stone.

## Demografia
Segundo o censo americano de 2000, a sua população era de 408 habitantes. 
Em 2006, foi estimada uma população de 509, um aumento de 101 (24.8%).

## Geografia
De acordo com o United States Census Bureau tem uma área de 
4,8 km², dos quais 4,8 km² cobertos por terra e 0,0 km² cobertos por água.

## Localidades na vizinhança
O diagrama seguinte representa as localidades num raio de 16 km ao redor de Branson West. 